# IC 4282
IC 4282 ist eine Zwerggalaxie vom Hubble-Typ S? im Sternbild Jagdhunde am Nordsternhimmel. Sie ist schätzungsweise 619 Millionen Lichtjahre von der Milchstraße entfernt.
Im selben Himmelsareal befinden sich u. a. die Galaxien IC 4278, PGC 2293576.
Das Objekt wurde am 10. Mai 1899 von James Edward Keeler entdeckt.